# Limnophora septentrionalis
Limnophora septentrionalis är en tvåvingeart som beskrevs av Xue 1984. Limnophora septentrionalis ingår i släktet Limnophora och familjen husflugor. Inga underarter finns listade i Catalogue of Life.